# Kusatsu (Gunma)
Pour les articles homonymes, voir Kusatsu.
Kusatsu (草津町, Kusatsu-machi) est un bourg du district d'Agatsuma, dans la préfecture de Gunma, au Japon. Kusatsu est célèbre pour ses onsen (sources thermales).

## Géographie

### Démographie
Au 1er juin 2019, la population de Kusatsu s'élevait à 6 250 habitants répartis sur une superficie de 49,74 km2.

### Municipalités alentour
- Préfecture de Gunma
  - Higashiagatsuma
  - Tsumagoi
  - Nakanojo
- Préfecture de Nagano
  - Takayama

### Topographie
Kusatsu se situe à environ 1 200 mètres d'altitude. Le volcan Kusatsu-Shirane (2 160 m), le mont Tengu (1 385 m) et le mont Motoshirane (2 171 m) sont situés à l’ouest de la ville.

### Climat
Kusatsu connaît une température moyenne de 7 °C, avec un maximum autour de 30 °C en été et un minimum de -14 °C en hiver. La saison des pluies court de juin à septembre. Durant l’hiver, l’eau des onsen est utilisée pour retirer la neige des rues.

## Histoire

### Période Yayoi
Les origines légendaires de Kusatsu remontent au IIe siècle, durant la période Yayoi. Selon la légende,Yamato Takeru découvre les sources d’eau chaude autour de Kusatsu, mais il n’existe aucune preuve historique. Toujours suivant la légende, Yamato Takeru nomme Tsumagoi et Agatsuma d’après sa femme (tsuma signifiant « femme » en japonais).

### Période Kamakura
Les récits locaux disent que Minamoto no Yoritomo vient à Kusatsu en 1193 pour fuir les guerriers du clan Taira. Il se serait baigné dans le Yubatake. Le Gozaishi (御座石) sur lequel Yoritomo s’assit, et le Yoritomo-gû (頼朝宮) dans lequel il s’est baigné existent toujours. L’histoire de Kusatsu commence réellement en 1200 quand le temple de Kosen est fondé.

### Période Sengoku
Près de quatre cents ans plus tard, durant la période Sengoku, Kusatsu est devenu une station thermale populaire pour les samouraïs blessés. Le livre de facsimilés historiographiques de l’Université de Tokyo conserve une correspondance datant de l’an 1595 entre Tokugawa Ieyasu et Toyotomi Hideyoshi, dans laquelle Hideyoshi recommande les sources de Kusatsu à Ieyasu. Ce dernier ne s’y rendra pas lui-même, mais demandera à la place à des serviteurs de lui apporter de l’eau provenant de Kusatsu.

### Période Edo
Pendant l’ère Edo, et en particulier durant le Bakumatsu, Kusatsu connaît une croissance économique particulièrement forte et devient une des villes thermales les plus connues du Japon. Ayant entendu les demandes des habitants, le huitième shogun Tokugawa Yoshimune fait transporter de grandes quantités d’eau de Kusatsu dans son château pour son bain.
L’actuelle Kusatsu faisait partie de la province de Kōzuke durant l’ère Edo.

### Période Meiji
En 1869, un incendie ravage la ville, qui est reconstruite en moins de cinq ans, mais dont la plupart des habitants ressortent ruinés ou lourdement endettés, conduisant à la banqueroute de nombreux commerces. À cette époque, les habitants de Kusatsu abandonnent la tradition du fuyuzumi (冬住み) qui consistait à quitter la ville en hiver pour retourner dans leur ville natale, plus bas dans la vallée. Afin de payer leurs dettes, les habitants vendent leurs vieilles demeures et décident de vivre à Kusatsu tout au long de l’année.
Le village de Kusatsu est créé dans le district d’Agatsuma de la préfecture de Gunma le 1er avril 1889, par la fusion entre Kusatsu, Maegushi et six autres hameaux, lors de la création du système des municipalités après la restauration Meiji.
Le développement des infrastructures durant l’ère Meiji attire de nombreux visiteurs à Kusatsu, y compris des étrangers qui effectuent de nombreuses recherches sur les sources, les volcans…
En 1876, Erwin Bälz, un médecin allemand, se rend à Kusatsu afin d’étudier les vertus curatives des sources d’eau chaude.

### De l’ère Taisho à l’ère Heisei
En 1914, le club de ski de Kusatsu est fondé.
En 1915, la missionnaire anglicane Mary Cornwall Legh visite la ville. En 1916, Cornwall Legh utilise ses ressources pour fonder la Saint Barnabas’ Mission, fournissant des soins aux lépreux vivant dans le quartier de Yunosawa. Cornwall Legh dédie les dernières années de sa vie à s’occuper de la communauté lépreuse de Kusatsu. Son travail et son dévouement est maintenant reconnu par le gouvernement japonais.
En 1941, l’hôpital Saint Barnabus est fermé et remplacé par le sanatorium Ruryu Rakusen-en, géré par le gouvernement. L’église Saint Barnabus et le parc Cornwall Legh à Kusatsu sont aujourd’hui les derniers témoins du travail de Mary Cornwall Legh dans la ville.
En 1926, la construction de la ligne de chemin de fer Kusakura (草軽電気鉄道) entre Kusatsu et Karuizawa, dont la construction avait commencé en 1908, est terminée.
En 1948, une remontée mécanique est érigée sur le mont Tengu, près de Kusatsu. Il s’agit de la première remontée mécanique du Japon, permettant à Kusatsu de devenir une des premières stations de ski du pays.
En 1964, le service ferroviaire cesse après la fermeture de la mine d’extraction de soufre voisine, rendant la ligne non rentable à l’exploitation.

## Économie
La source principale de revenus pour le bourg de Kusatsu est le tourisme, avec près de 90 % de la population active employée dans le secteur tertiaire, surtout en lien avec les sources d’eau chaude. Il n’y a que très peu d’industrie et pratiquement pas d’agriculture.

## Attractions locales

### Kusatsu Onsen

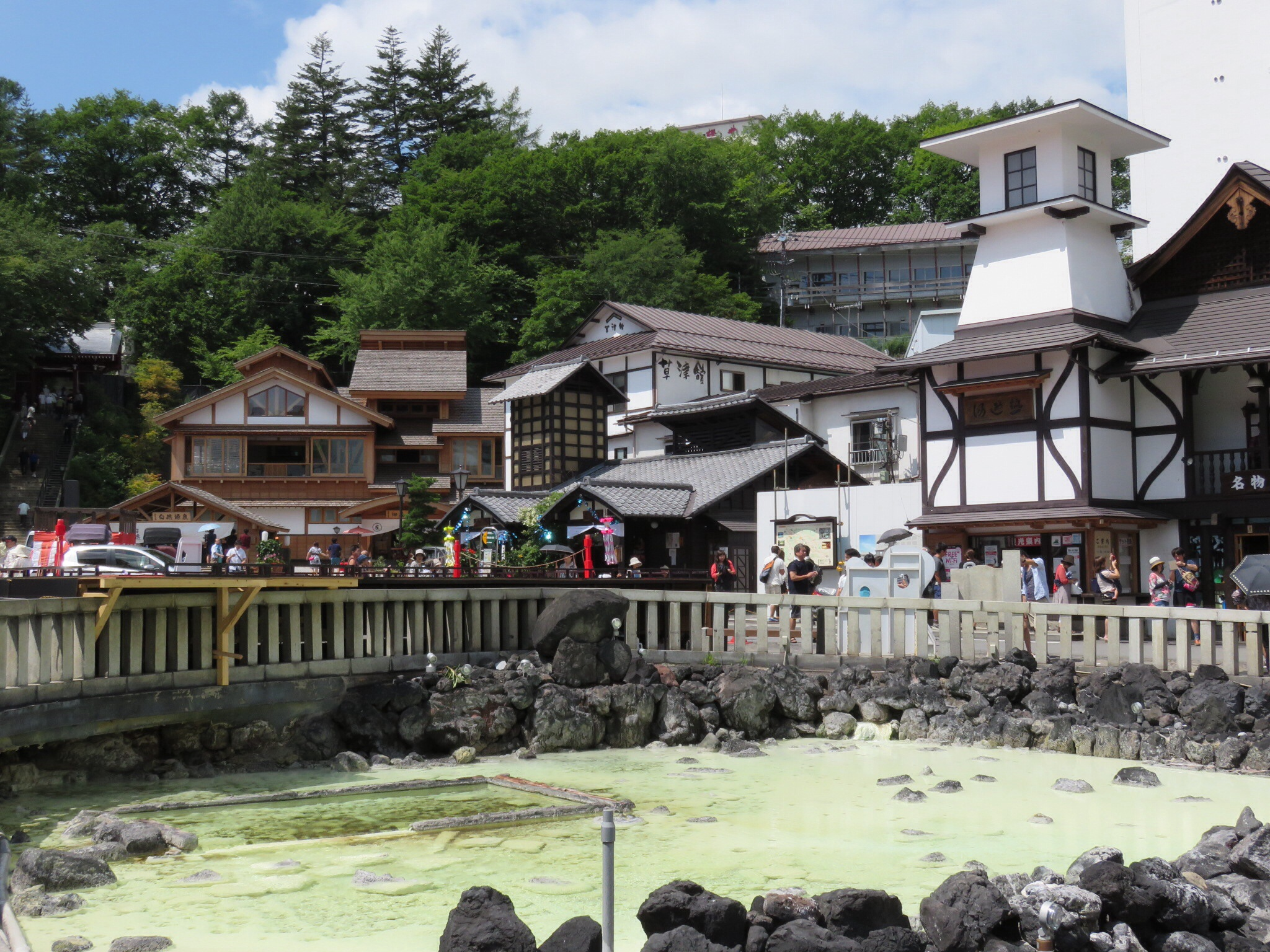
Kusatsu onsen.

Il y a une centaine de sources d’eau chaude à Kusatsu qui totalisent 34 000 litres d’eau par minute surgissant de terre. L’eau est gorgée de soufre et d’acides. Les sources sont utilisées non seulement pour le bain mais également pour le chauffage des écoles municipales, du centre hospitalier, de nombreuses maisons et de la piscine.
Le Yubatake, une des plus grandes sources et l’attraction principale de la ville, est situé au centre de Kusatsu. L’eau est acheminée par un réseau de tuyaux en bois. Le mot Yubatake signifie « champs d’eau chaude ». Dans la partie basse du Yubatake se trouve une cascade. Le Netsu no yu (熱の湯) est adjacent au Yubatake mais il s'agit bien d'une source différente. Avec une eau à 54 °C, il est impossible de s’y baigner. La tradition du yumomi (湯もみ) consiste à refroidir l’eau en la battant avec des planches de bois de 1,80 mètre de long. Pendant la cérémonie du yumomi, des chansons locales ainsi que des danses traditionnelles sont exécutées.
Le Sai de kawara (西の河原) est un bassin extérieur d’environ 500 m2, qui peut être utilisé par plus de cent personnes en même temps. Les bains pour hommes et pour femmes sont séparés par une palissade en bois. Il est considéré comme un des plus beaux rotenburo du Japon.

### Musée Bälz
Le musée Bälz, ou Bälz Museum, est situé à l’entrée de Kusatsu. Il est consacré à la vie et aux travaux d’Erwin Bälz. On y trouve également une boutique de souvenirs.

### Festivals et événements
Le Kusatsu International Summer Music Academy & Festival attire des musiciens de tout le Japon et de l’étranger tous les ans, en août. Il n’est pas rare que des membres de la famille impériale s’y rendent également.
Le festival floral Kosenji (光泉寺花祭り) a lieu début mai. Des enfants de la crèche voisine du temple bouddhiste de Kosenji construisent un éléphant en papier autour du Yubatake pour célébrer l’anniversaire de Bouddha.
Le matsuri (festival) de gratitude des onsen (温泉感謝祭り) est célébré durant les trois premiers jours d’août. Ce festival traditionnel tire ses origines du Ushiyu matsuri, qui est fêté pendant la période la plus chaude de l’année d’après le calendrier chinois.

### Lacs et cascades
On trouve de nombreuses cascades et lacs de cratère autour de Kusatsu. Les plus connus sont :
- Yugama (湯釜?) à 2 100 mètres d’altitude, est le cratère du mont Shirane. Il est très acide et sa surface est vert-émeraude ;
- Yumiike (弓池?) à 2 000 mètres d’altitude est situé entre les monts Shirane et Monoshirane. Son eau est cristalline ;
- Osen no taki (嫗仙の滝?) et Jofu no taki (常布の滝?) sont deux chutes d’eau près de Kusatsu.

### Domaine skiable
Le domaine skiable international de Kusatsu (草津国際スキー場) sur les monts Tengu et Shirane est vieux de plus de quatre-vingt-dix ans. C'est une des attractions principales de Kusatsu. La neige est réputée pour sa qualité. La piste la plus longue mesure huit kilomètres

## Personnalités nées à Kusatsu
- Kenji Ogiwara
- Tsugiharu Ogiwara
- Ichita Yamamoto